# Julieta Fernández
Julieta Fernández est une joueuse internationale argentine de rink hockey née le 2 juin 1997.

## Palmarès
En 2016, elle participe au championnat du monde.